# Ernest-Auguste de Lippe
Pour les autres membres de la famille, voir Maison de Lippe-Biesterfeld.
Le prince Ernst August Bernhard Alexander Eduard Friedrich Wilhelm de Lippe-Biesterfeld (1er avril 1917, Dresde - 15 juin 1990), est un prince allemand, revendiquant être le chef de la Maison de Lippe.

## Biographie
Fils du prince Julius Ernst de Lippe-Biesterfeld (fils d'Ernest II de Lippe-Biesterfeld et frère de Léopold IV de Lippe) et de la duchesse Marie de Mecklenburg-Strelitz, il épouse le 3 mars 1948, à Düsseldorf-Oberkassel, Christa von Arnim. Ils eurent :
- prince Friedrich Wilhelm de Lippe (1947) ;
- princesse Marie de Lippe (1949), épouse de Nikolaus von Itzenplitz ;
- prince Ernst August de Lippe (1952) ;
- princess Regina de Lippe (1959), épouse de Peter Clemens Jacubowsky.